# 1919 w sztukach plastycznych
Wydarzenia w sztukach plastycznych i wizualnych w 1919 roku.

## Wydarzenia
- Rząd Francji otworzył Muzeum Rodina w Paryżu.
- W Poznaniu otwarta zostaje Szkoła Sztuk Zdobniczych (późniejszy Uniwersytet Artystyczny w Poznaniu).

## Malarstwo
- Edward Hopper

Blackhead, Monbegan (1916-1919)
- Leon Chwistek

Szermierka
Łódź
- Francis Picabia

 The Child Carburetor (L'Enfant carburateur) – 126,3x101,3 cm. Kolekcja Muzeum Guggenheima w Nowym Jorku
- Gilbert Rogers

Martwy noszowy

## Ready-made
- Marcel Duchamp

L.H.O.O.Q.

## Fotografia
- Jan Bułhak

Ogród Bernardynów – fotografia czarno-biała, w kolekcji Muzeum Sztuki w Łodzi

## Fotomontaż
- Hannah Höch

Cięcie nożem kuchennym dada przez ostatnią weimarską, spasioną piwem epokę kulturalną Niemiec – fotomontaż dadaistyczny, kolaż i akwarela
Da Dandys – fotomontaż dadaistyczny

## Urodzeni
- Gerard Urbanek (zm. 1976), polski malarz
- 26 lutego – Antoni Rząsa (zm. 1980), polski artysta rzeźbiarz
- 11 sierpnia – Roman Artymowski (zm. 1993), polski malarz, grafik
- 29 listopada – Stanisław Ziemski (zm. 2010), polski architekt, artysta malarz

## Zmarli
- Jenő Jendrassik (ur. 1860), węgierski malarz
- 8 stycznia - Joaquín Agrasot (ur. 1836), hiszpański malarz
- 7 marca – Maria Dulębianka (ur. 1858), polska malarka, działaczka społeczna i publicystka
- 17 marca – Kenyon Cox (ur. 1856), amerykański malarz, ilustrator, dekorator
- 27 marca – Awit Szubert (ur. 1837), polski malarz, fotograf
- 17 kwietnia – Ladislav Medňanský (ur. 1852), austro-węgierski malarz
- 11 listopada - Pawieł Czistiakow (ur. 1832), rosyjski malarz i pedagog
- 3 grudnia – Auguste Renoir (ur. 1841), malarz i rzeźbiarz francuski